# Chuyến bay 626 của Yemenia
Chuyến bay 626 của Yemenia là một chuyến bay thường lệ thương mại đang trên đường từ Sana'a, Yemen đến Moroni, Comoros, và rơi vào khoảng 2h50 sáng (giờ địa phương) ngày 30 tháng 6 năm 2009 với 153 người trong máy bay.  Cho đến nay, chỉ có một người sống sót, một cô gái 14 tuổi đã được phát hiện.
Phần lớn hành khách từ Paris, với chuyến bay IY749 của Yemenia trên một chiếc máy bay Airbus A330-200 của Yemenia với thời gian dừng ở Sân bay Marseille Provence tại thành phố Marseille, Pháp, nơi có một số hành khách và phi hành đoàn lên máy bay. Sau khi tới Sân bay quốc tế Sana'a ở Sana'a, Yemen, hành khách đã được chuyển qua một chiếc máy bay Airbus A310 cho chuyến bay IY626, chuyến bay dự kiến đến Sân bay quốc tế Prince Said Ibrahim ở Moroni, Comoros lúc 2h30 sáng (giờ địa phương) ngày 30 tháng 6 năm 2009.

## Máy bay
Chiếc máy bay bị nạn là một chiếc Airbus A310-324, số đăng ký là 7O-ADJ. Chiếc máy bay có số xê ri sản xuất 535, được chế tạo năm 1990, đã hoạt động 19 năm 3 tháng, đã thực hiện tổng cộng 51.900 giờ bay trong 17.300 chuyến bay đến thời điểm gặp tai nạn.
Chiếc máy bay đã đi vào hoạt động bắt đầu từ hãng Air Liberté ngày 30 tháng 5 năm 1990 với số đăng ký F-GHEJ, thuê từ International Lease Finance Corporation (ILFC). Ngày 8 tháng 2 năm 1997, máy bay được cho Aerocancun thuê, số hiệu là VR-BQU. Tháng 3 năm 1997, chiếc máy bay này được cho Adorna Airways thuê lại và được trả lại cho Aerocancun ngày 3 tháng 11 năm 1997. Ngày 26 tháng 8 năm 1998, nó được cho Passaredo Transportes Aéreos thuê, số PP-PSE. Tháng 9 năm 1999, máy bay được cho Yemenia thuê, đăng ký số 7O-ADJ và hoạt động từ đó cho đến khi gặp nạn.
Dominique Bussereau, Bộ trưởng giao thông Pháp báo cáo rằng, máy bay này đã được kiểm tra năm 2007 bởi Direction Générale de l'Aviation Civile và phát hiện một số lỗi, từ đó máy bay không quay lại Pháp và không được cơ quan này kiểm tra lại.

## Vụ tai nạn
Vụ rơi xảy ra ở Comoros trong Ấn Độ Dương, gần bờ biển và được nhiều người dân ở một làng gần đó chứng kiến. Một quan chức UN tại sân bay cho rằng đài không lưu đã nhận được một thông báo rằng máy bay đang hạ cánh trước khi mất liên lạc. Có một số báo cáo không được xác nhận rằng máy bay đã rơi sau khi hạ cánh trượt. Có nhiều ngày thời tiết khắc nghiệt ở khu vực tại thời điểm tai nạn. Một frông lạnh mạnh không theo mùa đã lướt qua quần đảo Comoros, gây ra gió tốc độ 64 km/h và tạo điều kiện bất ổn của không khí ở mức độ nhẹ và vừa.  Phó cục trưởng Cục hàng không dân dụng Yemen Mohammed Abdul Qader cho rằng tốc độ gió là 61 km/h tại thời điểm máy bay hạ cánh.
Yemeni officials have not yet suspected foul play.
Đây là vụ tai nạn thứ ba của hãng Yemenia; hai vụ trước là các vụ trượt đường băng nhưng không có thương vong dù một máy bay bị loại bỏ. Đây đã là vụ rơi máy bay lớn thứ nhì của máy bay Airbus trong tháng, sau vụ chuyến bay 447 của Air France ngày 1 tháng 6, cũng gồm nhiều công dân Pháp thiệt mạng.

## Tìm kiếm và cứu hộ
Theo cảnh sát Comoros, quốc gia này không có khả năng cứu hộ trên biển. Hai máy bay quân sự Pháp và một chiếc tàu thủy đã bắt đầu tìm kiếm chính thức chuyến bay 626. Họ đã được phái đến từ Réunion và Mayotte. Comoros bao gồm ba đảo núi lửa: Grande Comore, đảo chính, Anjouan và Moheli. Quốc gia này nằm ở eo biển Mozambique, 190 km về phía tây bắc Madagascar và một khoảng cách tương tự về phía đông của lục địa châu Phi.
Mảnh vỡ đã được phát hiện ngoài khơi thị xã Mitsamiouli, gồm một vài thân thể và nhiều mảnh vụn trôi nổi trên biển. Một cô gái 12 tuổi được phát hiện sống sót đang bơi giữa các xác chết và mảnh vỡ. Cô gái 12 tuổi đã trôi nổi trên một mảnh vụn trong suốt 13 giờ. Cô đã hoàn toàn khỏa thân và không có áo phao để mặc. Một số ngư dân tìm thấy cô và đưa cô lên tàu. Họ cung cấp cho cô thức ăn và chăn ấm. Cô gái đã được kiểm tra trong bệnh viện và có vẻ như không có thương tích nghiêm trọng.
BEA gửi một nhóm điều tra tới, đi cùng với các chuyên gia của hãng Airbus để trợ giúp điều tra nguyên nhân vụ tai nạn.

## Hành khách và phi hành đoàn
Có 142 hành khách và 11 phi hành đoàn trên máy bay. Người ta tin rằng, phần lớn hành khách có quốc tịch Comoros và Pháp dù cũng có các công dân của Canada, Ethiopia, Indonesia, Maroc, người Ả Rập Palestin, của tỉnh Judea và Samaria của Philippines và Yemen trên máy bay. Một nguồn tin sân bay cho rằng 66 hành khách có quốc tịch Pháp nhưng nhiều người trong số họ là công dân Pháp-Comoros. Nhiều người đã là cư dân của Marseille, một thành phố Pháp với số lượng lớn người Comoros, về nhà để đi kỳ nghỉ. Tuần xảy ra tai nạn là tuần bắt đầu kỳ nghỉ hè của học sinh Pháp. Hai người khác trên máy bay được cho là người châu Âu, và một tiếp viên hàng không được xác nhận là người Indonesia.

## Phản ứng quốc tế
Pháp: Bộ trưởng Giao thông Pháp Dominique Bussereau nói "Một vài năm trước, chúng tôi đã cấm chiếc máy bay này vào không phận quốc gia vì chúng tôi tin rằng nó có một số bất thường về thiết bị kỹ thuật." 